# Drive (Clean-Bandit-und-Topic-Lied)
Drive (englisch für „Fahren“) ist ein Lied der britischen Elektropopband Clean Bandit und des deutschen DJs Topic, das in Zusammenarbeit mit dem britischen Rapper Wes Nelson entstand.

## Entstehung und Artwork
Geschrieben wurde das Lied von den beiden Clean-Bandit-Mitgliedern Grace Chatto und Jack Patterson, dem Produzentenduo Saltwives (bestehend aus Alex Oriet und David Phelan), Alexander Tidebrink (A7S), (Tobias) Topic und Henry Tucker. Die Produktion erfolgte durch Chatto, Patterson, Mark Ralph, Saltwives und Topic, wobei sich Chatto und Patterson zudem auch für die Gesangproduktion zuständig zeigten. Ralph war darüber hinaus auch für die Abmischung zuständig. Die technische Betreuung der Produktion übernahm Chloe Kraemer. Das Mastering tätigte Metropolis Mastering in London, unter der Leitung von Stuart Hawkes. Programmiert wurde das Lied durch das Brüderpaar und Mitglieder von Clean Bandit Jack und Luke Patterson, Mark Ralph, Saltwives und Topic. Alle an der Programmierung beteiligten Personen waren auch als Studiomusiker tätig. Sie spielten zusammen Keyboard, Schlagzeug und Synthesizer. An weiteren Instrumenten engagierten sich Chatto (Cello), Molly Fletcher (Violine), Phelan (Bass), Beatrice Philips (Violine) und Saltwives (Bass).
Auf dem Frontcover der Single ist – neben Künstlernamen und Liedtitel – ein roter Kreis vor türkisem Hintergrund zu sehen.

## Veröffentlichung und Promotion
Drive wurde erstmals als Single am 30. Juli 2021 veröffentlicht. Die Single erschien als Einzeltrack zum Download und Streaming durch das Musiklabel Atlantic Records. Der Vertrieb erfolgte durch Warner Music.
Beworben wurde die Veröffentlichung zum ersten Mal am 22. Juli 2021 von Clean Bandit, über deren offiziellen Instagram-Auftritt. Am 30. Juli 2021 wurde zu Promotionzwecken ein Lyrikvideo veröffentlicht.

## Hintergrundinformationen
Die Idee zur Zusammenarbeit entstand, nachdem Topic als Gast bei Clean Bandits zwölf stündigem DJ-Livestream House Party Against Hunger mit Global Citizen aufgetreten war. Nelson kannte Clean Bandit bereits aus einer vorherigen Zusammenarbeit.

## Inhalt
Der Liedtext zu Drive ist in englischer Sprache verfasst und bedeutet ins Deutsche übersetzt „fahren“. Die Musik und der Text wurden gemeinsam von A7S, den beiden Clean-Bandit-Mitgliedern Grace Chatto und Jack Patterson, dem Produzentenduo Saltwaves, Topic und Henry Tucker geschrieben beziehungsweise komponiert. Musikalisch bewegt sich das Lied im Bereich des House. Das Tempo beträgt 126 Schläge pro Minute. Die Tonart ist b-Moll. Inhaltlich geht es in Drive um die Geschichte einer „frisch erblühten Romanze“, die durch Metaphern von nächtlichen Autofahrten zum Ausdruck gebracht werden soll.
Aufgebaut ist das Lied auf zwei Strophen, einem Refrain und einer Bridge. Es beginnt mit der ersten Strophe, die lediglich aus den zwei Zeilen: „I, I never thought I’d be your type, ah-ah-I. On my mind, the kind of love I can’t describe, ah-ah-I“ (englisch für „Ich, ich dachte nie, dass ich dein Typ sei, ah-ah-ich. In meinen Gedanken ist die Art von Liebe, die ich nicht beschreiben kann, ah-ah-ich“) besteht. Auf die erste Strophe folgt zunächst der sogenannte „Pre-Chorus“ sowie danach der eigentliche Refrain. Der gleiche Vorgang wiederholt sich mit der zweiten Strophe, die sich aus den zwei Zeilen: „Faith, remember how we were back then, ah-ah-I. I can’t fake emotions, I can’t comprehend, ah-ah-I“ (englisch für „Vertrauen, erinner’ mich, wie wir damals waren, ah-ah-ich. Ich kann Gefühle nicht vortäuschen, ich kann nicht begreifen, ah-ah-ich“) zusammensetzt. Nach dem zweiten Refrain setzt eine vierzeilige Bridge ein, ehe das Lied mit dem dritten Refrain endet. Der Gesang des Liedes stammt von Nelson, Clean Bandit und Topic wirken nur als Studiomusiker mit.

## Musikvideo
Das Musikvideo zu Drive feierte seine Premiere am 6. August 2021 auf YouTube und lässt sich in zwei Hauptabschnitte unterteilen, die immer wieder im Wechsel zu sehen sind. Zum einen sieht man Nelson, der mit einem MAN-LKW durch die Gegend fährt. Zu Beginn ist er auf einer Straße unterwegs, später fährt er durchs Universum, bis er kurz vor der Sonne ankommt. Zum anderen sieht man die Clean-Bandit-Mitglieder, Musiker und Tänzer, gemeinsam oder vereinzelt, die auf der Ladefläche des LKWs auftreten. Gegen Ende des Videos tritt Nelson, mit einigen Musikern und Tänzern, vor dem LKW auf, auf den die Sonne projiziert wird. Topic selbst ist im Video nicht zu sehen. Die Gesamtlänge des Videos beträgt 3:02 Minuten. Regie führte der Brite Dan Massie. Bis Juli 2022 zählte das Musikvideo über 14,5 Millionen Aufrufe bei YouTube.

## Mitwirkende
Liedproduktion
- Grace Chatto: Cello, Komponist, Liedtexter, Musikproduzent
- Molly Fletcher: Violine
- Stuart Hawkes: Mastering
- Chloe Kraemer: Toningenieur
- Wes Nelson: Gesang
- Jack Patterson: Keyboard, Komponist, Liedtexter, Musikproduzent, Programmierung, Schlagzeug, Synthesizer
- Luke Patterson: Keyboard, Programmierung, Schlagzeug, Synthesizer
- Beatrice Philips: Violine
- Mark Ralph: Abmischung, Keyboard, Musikproduzent, Programmierung, Schlagzeug, Synthesizer
- Saltwives: Bass, Keyboard, Komponist, Liedtexter, Musikproduzent, Programmierung, Schlagzeug, Synthesizer
- Alexander Tidebrink (A7S): Komponist, Liedtexter
- Tobias Topic: Keyboard, Komponist, Liedtexter, Musikproduzent, Programmierung, Schlagzeug, Synthesizer
- Henry Tucker: Komponist, Liedtexter

| Unternehmen - Atlantic Records: Musiklabel - Metropolis Mastering: Tonstudio - Warner Music: Vertrieb | Artwork - Dan Massie: Regisseur (Musikvideo) |

## Rezeption

### Rezensionen
Jannik Pesenacker vom deutschsprachigen Online-Magazin Dance-Charts beschrieb Drive als „Star-Kollaboration mit Potential zum Radiohit“. Die drei Interpreten hätten einen „entspannten, tanzbaren Pop-Track“ geliefert. Sowohl die Handschrift von Topic als auch die von Clean Bandit seien „klar“ herauszuhören. Das Instrumental harmoniere „erstklassig“ mit dem Gesang von Nelson, der mit Drive den nächsten Schritt in der Musikindustrie gemacht habe.

### Chartplatzierungen
Drive erreichte im Vereinigten Königreich Rang 17 der Singlecharts und platzierte sich 24 Wochen in den Top 100. In Deutschland verfehlte das Lied den Einstieg in die offiziellen Singlecharts, konnte sich jedoch auf Rang sieben der Single-Trend-Charts sowie auf Rang 93 der Downloadcharts platzieren. In den Vereinigten Staaten verfehlte das Lied ebenfalls den Sprung in die Billboard Hot 100, platzierte sich jedoch auf Rang 25 der Dance/Electronic Songs.
Für Clean Bandit ist Drive der 18. Single-Charterfolg im Vereinigten Königreich. Topic erreichte in seinen Funktionen als Autor, Interpret und Produzent jeweils zum dritten Mal nach Breaking Me und Your Love (9PM) die britischen Singlecharts. Für Nelson als Interpret ist es ebenfalls nach See Nobody und Nice to Meet Ya der dritte Charterfolg im Vereinigten Königreich.
| ChartsChartplatzierungen     | Höchstplatzierung | Wochen |
| ---------------------------- | ----------------- | ------ |
| Vereinigtes Königreich (OCC) | 17 (24 Wo.)       | 24     |

### Auszeichnungen für Musikverkäufe
Drive wurde im Juli 2022 im Vereinigten Königreich mit einer Goldenen Schallplatte für 400.000 verkaufte Einheiten ausgezeichnet. Bereits im November 2021 erreichte die Single Silber-Status. Für Topic ist es nach Breaking Me, Your Love (9PM) und My Heart Goes (La Di Da) die vierte Schallplattenauszeichnung in Großbritannien.
| Land/Region                  | Auszeichnungen für Musikverkäufe (Land/Region, Auszeichnung, Verkäufe) | Verkäufe |
| ---------------------------- | ---------------------------------------------------------------------- | -------- |
| Italien (FIMI)               | Gold                                                                   | 50.000   |
| Polen (ZPAV)                 | Gold                                                                   | 25.000   |
| Vereinigtes Königreich (BPI) | Gold                                                                   | 400.000  |
| Insgesamt                    | 3× Gold ·                                                              | 475.000  |

Hauptartikel: Clean Bandit/Auszeichnungen für Musikverkäufe